# Ettore Bulgarelli
Ettore Bulgarelli (* 20. April 1965 in Turin) ist ein ehemaliger italienischer Ruderer. Er gewann bei Weltmeisterschaften eine Bronzemedaille.

## Sportliche Karriere
Der 1,90 Meter große Ettore Bulgarelli ruderte für Fiat Turin. Er belegte bei den FISA Meisterschaften für Junioren 1983, dem Vorläuferwettbewerb der Junioren-Weltmeisterschaften im Rudern, den fünften Platz mit dem italienischen Achter.
1985 bei den Weltmeisterschaften in Hazewinkel belegten Alessandro Zunino, Massimo Furlan, Ettore Bulgarelli und Piero Carletto als Dritte des B-Finales den neunten Platz im Vierer ohne Steuermann. 1986 bei den Weltmeisterschaften in Nottingham erreichten Piero Carletto, Giovanni Suarez, Ettore Bulgarelli und Antonio Baldacci den fünften Platz im Vierer ohne Steuermann. 1987 siegte bei den Weltmeisterschaften in Kopenhagen der Achter aus den Vereinigten Staaten vor dem Boot aus der DDR und den Italienern mit Ettore Bulgarelli, Giuseppe Di Palo, Antonio Baldacci, Piero Carletto, Giovanni Miccoli, Alfredo Bollati, Annibale Venier, Franco Zucchi und Steuermann Paolo Trisciani. Bei den Olympischen Spielen 1988 in Seoul belegte der italienische Achter mit Antonio Baldacci, Ettore Bulgarelli, Piero Carletto, Giuseppe Di Palo, Renato Gaeta, Giovanni Suarez, Annibale Venier, Franco Zucchi und Steuermann Dino Lucchetta als Sieger des B-Finales den siebten Platz.